# Albert Hull
Albert Wallace Hull (19 de abril de 1880-22 de enero de 1966) fue un físico e ingeniero eléctrico estadounidense que contribuyó al desarrollo de las válvulas termoiónicas, inventó el magnetrón e ideó un método para determinar la estructura de materiales cristalinos. Fue miembro de la Academia Nacional de Ciencias.

## Biografía
Hull nació el 19 de abril de 1880 en Southington, Connecticut en una familia de granjeros.
Estudió griego en la Universidad de Yale, donde financió sus estudios impartiendo tutorías. Tras su graduación, enseñó idiomas en la Academia de Albany durante un año, antes de regresar a Yale para realizar un doctorado en Físicas, aunque hasta entonces su único contacto con las ciencias habían sido un curso en Física y otro en Química a los que asistió durante la carrera.
Posteriormente, tomó parte en un proyecto de investigación de la fotoelectricidad, compaginando esta actividad con la enseñanza de Física en el Instituto Politécnico de Worcester durante cinco años.
En 1914, Hull obtuvo un empleo en el laboratorio de investigación de la compañía General Electric en Schenectady, Nueva York, donde permaneció hasta su jubilación en 1949.
Durante 1916, Hull empezó a experimentar con el control magnético de las válvulas termoiónicas como una alternativa al control electrostático, y obtuvo resultados prometedores al aplicar un campo magnético paralelo al eje de la válvula. Este trabajo formaba parte del proyecto de General Electric para desarrollar amplificadores y osciladores no sujetos a las patentes del triodo de Lee de Forest y Edwin Armstrong. Hull ascendió a director adjunto del laboratorio en 1928. Durante su carrera fue autor o coautor de 72 publicaciones técnicas y obtuvo 94 patentes.
Fue presidente de la Sociedad Americana de Física en 1942. Se jubiló de su puesto en General Electric en 1949, pero siguió trabajando como consultor y fue miembro del comité de consejeros del Laboratorio de Investigación de Balística del Ejército. Falleció el 22 de enero de 1966, a los 85 años de edad, en Schenectady, Nueva York.

## Dinatrón
En 1914, Albert Hull inventó la válvula de vacío denominada dinatrón, que constaba de tres electrodos: un cátodo termoiónico, un ánodo perforado, y un ánodo suplementario. Durante el funcionamiento, el ánodo suplementario se mantenía a un voltaje positivo más bajo que el del ánodo perforado. Gracias a la emisión secundaria de los electrones del ánodo suplementario, el dinatrón se comportaba como una verdadera resistencia negativa, por lo que el tubo podía generar oscilaciones sobre un ancho espectro de frecuencias o servir de amplificador. El pliodinatrón era un dispositivo basado en el dinatrón, con la adición de una rejilla de control entre el cátodo y el ánodo perforado.

## Análisis de cristales
Intrigado por las propiedades magnéticas del hierro, Hull dedicó varios años a la determinación de la estructura de este y otros metales mediante una nueva técnica desarrollada en la segunda década del siglo XX, la cristalografía de rayos X. Su interés en este campo surgió a raíz de una charla que William Bragg impartió General Electric en 1915. Durante este proyecto ideó en 1917 un método para determinar estructuras cristalinas mediante el análisis de la difracción de un polvo policristalino. Aunque el mismo método ya había sido puesto en práctica por Peter Debye y Paul Scherrer un año antes, Hull lo desarrolló independientemente, por lo que muchas fuentes atribuyen la invención a los tres.

## Magnetrón
Hacia 1921 sus investigaciones confluyeron en el desarrollo del magnetrón. El magnetrón diseñado por Hull se componía de un cátodo central y un ánodo cilíndrico coaxial, con un campo magnético axial producido por una bobina externa. Este aparato servía como amplificador en auriculares radiofónicos y también como oscilador de frecuencia baja. Sin embargo el magnetrón de Hull no era capaz de alcanzar una potencia alta. No fue hasta que John Randall y Harry Boot mejoraron el concepto con su magnetrón de cavidad resonante, capaz de producir poder alto en el espectro de microondas, que el dispositivo recibió un uso importante en los radares.

## Tubos de electrones
Durante los 1920s, Hull colaboró en el desarrollo de tubos de gas en General Electrics. Descubrió que, para proteger a los cátodos termoiónicos de una desintegración rápida, había que limitar la velocidad de los iones generados en el gas mediante la reducción del voltaje aplicado en el tubo por debajo de un valor crítico, denominado «voltaje de desintegración». Este avance facilitó el desarrollo de las válvulas de gas conocidas como los fanotrones y los tiratrones y marcó el comienzo del campo de la electrónica industrial.

## Premios
- 1924 Medalla Howard N. Potts del Instituto Franklin por su trabajo en el análisis de cristales.[5]
- 1930 Premio IEEE Morris N. Liebmann Memorial Award.
- 1958 Medalla de Honor IRE del Instituto de Ingenieros de Radio «Por logros científicos excepcionales e inventos y desarrollos pioneros en el campo de tubos de electrones».